# 윈스턴 처칠 (소설가)
윈스턴 처칠(영어: Winston Churchill, 1871년 ~ 1947년)은 미국의 소설가이며, 20세기 초반의 미국을 대표하는 작가들 중의 한 사람으로 알려져 있다.

## 생애
미국 미주리주의 세인트루이스에서 태어난 그는 1894년에 미국 해군사관학교를 졸업하였고, 1895년에는 《코스모폴리탄 매거진》이라는 잡지의 편집장이 되었다. 1898년에는 첫 소설인 《The Celebrity》를 출판하여 문단에 등단하였다. 뒤이어 《리처드 카벌》, 《위기》등의 소설을 집필하면서, 전업 작가로서 적지 않은 성공을 거두었다. 주로 미국의 역사를 주제로 한 역사 소설을 집필하면서 소설가로서의 명성을 쌓았고, 소설에서 자주 자신의 정치적인 견해를 피력하였다. 1899년에 뉴햄프셔주의 코니시에 정착하였다가, 뒤에 플로리다주로 이주하였다. 윈스턴 처칠은 1947년에 플로리다주의 윈터파크에 있는 자택에서 사망하였다.